# Liste von ABC-Sendungen

Logo des Fernsehsenders ABC

Diese Liste von ABC-Sendungen enthält eine Auswahl aller Sendungen und Serien, die bei ABC in Erstausstrahlung ausgestrahlt werden bzw. wurden.

## Derzeitige Sendungen

### News- und Informationsmagazine
- seit 1975: Good Morning America
- seit 1978: 20/20
- seit 1978: ABC World News
- seit 1979: Nightline
- seit 1981: This Week
- seit 1982: America This Morning
- seit 1989: Primetime
- seit 1992: World News Now

### Dramaserien
- seit 2005: Grey’s Anatomy
- seit 2018: Station 19
- seit 2018: The Rookie
- seit 2020: Big Sky
- seit 2022: Alaska Daily
- seit 2023: Will Trent
- seit 2023: The Company You Keep
- seit 2024: High Potential

### Comedyserien
- seit 2013: Die Goldbergs (The Goldbergs)
- seit 2018: Die Conners (The Conners)
- seit 2021: Home Economics
- seit 2021: Wunderbare Jahre (The Wonder Years)
- seit 2021: Abbott Elementary
- seit 2023: Not Dead Yet

### Realityshows
- seit 1990: America’s Funniest Home Videos
- seit 2002: The Bachelor
- 2003–2005, seit 2008: The Bachelorette
- 2004–2010, seit 2012: Wife Swap (seit 2012 als Celebrity Wife Swap)
- seit 2005: Dancing with the Stars
- seit 2008: WipeOut
- seit 2009: Shark Tank
- seit 2011: Secret Millionaire
- seit 2013: The Taste
- seit 2013: Bet On Your Baby

### Late-Night-Formate
- seit 2003: Jimmy Kimmel Live!

### Awardshows und Schönheitswettbewerbe
- 1954–1956, 1997–2005, seit 2011: Die Miss-America-Wahl
- 1960–1970, seit 1976: Die Oscarverleihungen
- seit 1973: Die American Music Awards
- seit 2006: Die Country Music Association Awards
- seit 2011: Die Billboard Music Awards

### Seifenopern
- seit 1963: General Hospital

### Talkshows
- seit 1997: The View
- seit 2011: The Chew

## Ehemalige Sendungen

### News- und Informationsmagazine
- 1986–1987: Our World
- 1993–1995: Day One
- 1994–1999: Turning Point
- 1999–2002: 20/20 Downtown

### Dramaserien
- 1949: Stand By for Crime
- 1949–1957: The Lone Ranger
- 1955–1963: Cheyenne
- 1957: Corky und der Zirkus (Circus Boy)
- 1957–1960: Colt .45
- 1957–1961: Sugarfoot
- 1957–1962: Maverick
- 1958–1962: Bronco
- 1958–1962: Lawman
- 1958–1964: 77 Sunset Strip
- 1959–1960: New Orleans, Bourbon Street (Bourbon Street)
- 1959–1963: Hawaiian Eye
- 1959–1963: Die Unbestechlichen (The Untouchables)
- 1960–1961: Peter Gunn
- 1960–1962: Surfside 6
- 1961–1962: Unter heißem Himmel (Follow the Sun)
- 1961–1966: Ben Casey
- 1962–1965: Wagon Train
- 1962–1967: Combat!
- 1963: The Dakotas
- 1963–1964: The Outer Limits
- 1963–1967: Auf der Flucht (The Fugitive)
- 1964–1967: Twelve O’Clock High
- 1964–1968: Die Seaview – In geheimer Mission (Voyage to the Bottom of the Sea)
- 1964–1969: Peyton Place
- 1965–1966: Der Mann ohne Namen (A Man Called Shenandoah)
- 1965–1966: Privatdetektivin Honey West (Honey West)
- 1965–1969: Big Valley (The Big Valley)
- 1965–1974: FBI (The F.B.I.)
- 1966–1967: The Green Hornet
- 1966–1967: Time Tunnel (The Time Tunnel)
- 1966–1968: Batman
- 1966–1968: The Rat Patrol
- 1966–1969: Gefährlicher Alltag (Felony Squad)
- 1967: General Custer – Held der Prärie (Custer)
- 1967–1969: Heiße Spuren (N.Y.P.D.)
- 1967–1969: Die Spur des Jim Sonnett (The Guns of Will Sonnett)
- 1968–1969: The Outcasts
- 1968–1970: Ihr Auftritt, Al Mundy (It Takes a Thief)
- 1968–1970: Planet der Giganten (Land of the Giants)
- 1968–1973: Twen-Police (The Mod Squad)
- 1969–1972: Eddies Vater (The Courtship of Eddie’s Father)
- 1969–1974: Room 222
- 1969–1976: Dr. med. Marcus Welby (Marcus Welby, M.D.)
- 1970–1971: Dan Oakland (Dan August)
- 1970–1971: The Most Deadly Game
- 1971–1972: Die 2 (The Persuaders!)
- 1971–1973: Alias Smith und Jones (Alias Smith and Jones)
- 1971–1974: Owen Marshall – Strafverteidiger (Owen Marshall: Counselor at Law)
- 1972–1975: Kung Fu
- 1972–1976: California Cops – Neu im Einsatz (The Rookies)
- 1972–1977: Die Straßen von San Francisco (The Streets of San Francisco)
- 1973–1974: Doc Elliot
- 1974–1975: Der Nachtjäger (Kolchak: The Night Stalker)
- 1974–1976: Harry O
- 1974–1978: Der Sechs-Millionen-Dollar-Mann (The Six Million Dollar Man)
- 1975–1976: Die knallharten Fünf (S.W.A.T.)
- 1975–1976: Die Küste der Ganoven (Barbary Coast)
- 1975–1978: Baretta
- 1975–1979: Starsky & Hutch (Starsky and Hutch)
- 1975–1979: Wonder Woman
- 1976–1977: Most Wanted
- 1976–1977: Die Sieben-Millionen-Dollar-Frau (The Bionic Woman)
- 1976–1980: Eine amerikanische Familie (Family)
- 1976–1981: Drei Engel für Charlie (Charlie’s Angels)
- 1977: Westside Hospital (Westside Medical)
- 1977–1978: Lucan
- 1977–1979: The Hardy Boys/Nancy Drew Mysteries
- 1977–1981: Eight Is Enough
- 1978–1980: Kampfstern Galactica (Battlestar Galactica) und (Galactica 1980)
- 1978–1981: Vegas (Vega$)
- 1978–1984, 1998–1999: Fantasy Island und Fantasy Island
- 1979–1981: 240-Robert
- 1979–1984: Hart aber herzlich (Hart to Hart)
- 1980: B.A.D. Cats
- 1981: Riskante Spiele (Foul Play)
- 1981–1983: The Greatest American Hero
- 1981–1986: Ein Colt für alle Fälle (The Fall Guy)
- 1981–1989: Der Denver-Clan (Dynasty)
- 1982–1983: Die Himmelhunde von Boragora (Tales of the Gold Monkey)
- 1982–1983: Joanie Loves Chachi
- 1982–1985: Matt Houston
- 1982–1985: T.J. Hooker
- 1983: Fäuste, Gangs und heiße Öfen (Renegades)
- 1983: Ryan’s Four
- 1983: Trauma Center
- 1983–1984: Automan
- 1983–1986: Hardcastle & McCormick (Hardcastle and McCormick)
- 1983–1988: Hotel
- 1984: Das fliegende Auge (Blue Thunder)
- 1984: Karussell der Puppen (Paper Dolls)
- 1984–1985: Agentur Maxwell (Finder of Lost Loves)
- 1985: MacGruder and Loud
- 1985: Street Hawk
- 1985: Wildside
- 1985–1986: Die Lady mit dem Colt (Lady Blue)
- 1985–1987: Die Colbys – Das Imperium (Dynasty II – The Colbys)
- 1985–1988: Spenser (Spenser: For Hire)
- 1985–1989: Das Model und der Schnüffler (Moonlighting)
- 1985–1992: MacGyver
- 1986–1987: Detective Kennedy – Nachtschicht in L.A. (Heart of the City)
- 1986–1987: Jack and Mike
- 1986–1987: Der Mann vom anderen Stern (Starman)
- 1987–1988: Buck James
- 1987–1988: Max Headroom
- 1987–1988: Ohara
- 1987–1989: Inspektor Hooperman (Hooperman)
- 1987–1991: Die besten Jahre (Thirtysomething)
- 1988: Flugzeugträger U.S.S. Georgetown (Supercarrier)
- 1988: Hothouse
- 1988–1991: China Beach – Frauen am Rande der Hölle (China Beach)
- 1988–1993: Wunderbare Jahre (The Wonder Years)
- 1989: Hawk
- 1989: Oh, diese Männer (Men)
- 1989–1990: B.L. Stryker
- 1989–1992: The Young Riders
- 1989–1993: Alles Okay, Corky? (Life Goes On)
- 1989–1993: Doogie Howser, M.D.
- 1989–2003: Columbo
- 1990: Cop Rock
- 1990–1991: Twin Peaks
- 1991–1996: Der Polizeichef (The Commish)
- 1992–1995: Matlock
- 1992–1996: Die Abenteuer des jungen Indiana Jones (The Young Indiana Jones Chronicles)
- 1993–1997: Superman – Die Abenteuer von Lois & Clark (Lois & Clark: The New Adventures of Superman)
- 1993–2005: New York Cops – NYPD Blue (NYPD Blue)
- 1994–1995: Willkommen im Leben (My So-Called Life)
- 1995: Der Marshal (The Marshal)
- 1995–1996: The Jeff Foxworthy Show
- 1996–1997: Dangerous Minds – Eine Klasse für sich (Dangerous Minds)
- 1996–1997: Tierisch viel Familie (Second Noah)
- 1997: Leaving L.A.
- 1997–1998: Immer wieder Fitz (Cracker)
- 1997–2004: Practice – Die Anwälte (The Practice)
- 1998–1999: Amor – Mitten ins Herz (Cupid)
- 1998–1999: Rache nach Plan (Vengeance Unlimited)
- 1999: Snoops – Charmant und brandgefährlich (Snoops)
- 1999: Geheimprojekt X – Dem Bösen auf der Spur (Strange World)
- 1999–2000: Irgendwie L.A. (It’s Like, You Know…)
- 1999–2002: Noch mal mit Gefühl (Once and Again)
- 2000–2001: Gideon’s Crossing
- 2001–2002: Philly
- 2001–2006: Alias – Die Agentin (Alias)
- 2002: The Court
- 2002: Push, Nevada
- 2002–2003: Polizeibericht Los Angeles (L.A. Dragnet)
- 2003: Karen Sisco
- 2003–2004: 10-8: Officers on Duty
- 2003–2004: Line of Fire
- 2003–2004: Threat Matrix – Alarmstufe Rot (Threat Matrix)
- 2004: The D.A.
- 2004: Kingdom Hospital
- 2004–2005: Life as We Know It
- 2004–2008: Boston Legal
- 2004–2010: Lost
- 2004–2012: Desperate Housewives
- 2005: Blind Justice – Ermittler mit geschärften Sinnen (Blind Justice)
- 2005: Eyes
- 2005–2006: Invasion
- 2005–2006: Night Stalker
- 2005–2006: Welcome, Mrs. President (Commander in Chief)
- 2006: Day Break
- 2006: The Evidence
- 2006: In Justice
- 2006–2007: The Nine – Die Geiseln (The Nine)
- 2006–2007: Six Degrees
- 2006–2007: What About Brian
- 2006–2008: Men in Trees
- 2006–2010: Alles Betty! (Ugly Betty)
- 2006–2011: Brothers & Sisters
- 2007: Masters of Science Fiction
- 2007: Traveler
- 2007–2008: Dirty Sexy Money
- 2007–2008: October Road
- 2007–2008: Women’s Murder Club
- 2007–2009: Pushing Daisies
- 2007–2013: Private Practice
- 2008: Cashmere Mafia
- 2008–2009: Eli Stone
- 2008–2009: Life on Mars
- 2009–2016: Castle
- 2009: Cupid
- 2009: Defying Gravity – Liebe im Weltall (Defying Gravity)
- 2009: The Unusuals
- 2009–2010: Eastwick
- 2009–2010: FlashForward
- 2009–2010: The Forgotten – Die Wahrheit stirbt nie (The Forgotten)
- 2009–2011: V – Die Besucher (V)
- 2010: The Gates
- 2010: Happy Town
- 2010: Scoundrels
- 2010: The Whole Truth
- 2010–2011: Detroit 1-8-7
- 2010–2011: My Superhero Family (No Ordinary Family)
- 2010–2015: Rookie Blue
- 2011: Charlie’s Angels
- 2011: Combat Hospital
- 2011: Off the Map
- 2011–2012: Pan Am
- 2011–2013: Body of Proof
- 2011–2015: Revenge
- 2011–2018: Once Upon a Time – Es war einmal … (Once Upon a Time)
- 2012: GCB
- 2012: Missing
- 2012: The River
- 2012–2013: Last Resort
- 2012–2016: Nashville
- 2012–2013: 666 Park Avenue
- 2012–2018: Scandal
- 2013: Red Widow
- 2013: Zero Hour
- 2013–2014: Betrayal
- 2013–2014: Motive
- 2013–2014: Once Upon a Time in Wonderland
- 2013–2020: Marvel’s Agents of S.H.I.E.L.D.
- 2013–2016: Mistresses
- 2014: Black Box
- 2014–2015: Forever
- 2014–2015: Resurrection
- 2014–2020: How to Get Away with Murder
- 2015: The Astronaut Wives Club
- 2015: Blood & Oil
- 2015: Wicked City
- 2015–2016: Marvel’s Agent Carter
- 2015–2017: American Crime
- 2015–2017: Secrets and Lies
- 2015–2018: Quantico
- 2016: The Family
- 2016: Notorious
- 2016–2017: The Catch
- 2016–2017: Conviction
- 2016–2018: Designated Survivor
- 2017: When We Rise
- 2017–2024: The Good Doctor
- 2018: Take Two
- 2018–2019: For the People
- 2018–2023: A Million Little Things
- 2019: Whiskey Cavalier
- 2019: Grand Hotel
- 2021: Rebel
- 2021–2022: Queens
- 2022: Gelobtes Land

### Comedyserien
- 1950: Mama Rosa
- 1952–1966: The Adventures of Ozzie & Harriet
- 1957–1962: The Real McCoys
- 1958–1963: Erwachsen müßte man sein (Leave It To Beaver)
- 1958–1966: Mutter ist die Allerbeste (The Donna Reed Show)
- 1960–1961: Harrigan und Sohn (Harrigan and Son)
- 1960–1965: Meine drei Söhne (My Three Sons)
- 1962–1966: McHale’s Navy
- 1963–1966: Katy (The Farmer’s Daughter)
- 1963–1966: The Patty Duke Show
- 1964–1965: Wendy and Me
- 1964–1966: Addams Family (The Addams Family)
- 1964–1972: Verliebt in eine Hexe (Bewitched)
- 1965–1966: Gidget
- 1965–1966: Tammy, das Mädchen vom Hausboot (Tammy)
- 1965–1967: F Troop
- 1966: Aliens in meiner Familie (Aliens in the Family)
- 1966: Champs
- 1966–1971: Süß, aber ein bißchen verrückt (That Girl)
- 1967–1968: Der Mann von gestern (The Second Hundred Years)
- 1967–1970: The Flying Nun
- 1968–1970: Here Come the Brides
- 1969–1970: Mr. Deeds Goes to Town
- 1969–1971: The Johnny Cash Show
- 1969–1974: Drei Mädchen und drei Jungen (The Brady Bunch)
- 1969–1974: Wo die Liebe hinfällt (Love, American Style)
- 1970: Barfuß im Park (Barefoot in the Park)
- 1970–1971: Nanny und der Professor (Nanny and the Professor)
- 1970–1974: Die Partridge Familie (The Partridge Family)
- 1970–1975: Männerwirtschaft (The Odd Couple)
- 1971–1972: Getting Together
- 1972–1973: The Paul Lynde Show
- 1972–1974: Temperatures Rising
- 1973: Bob & Carol & Ted & Alice
- 1974–1975: That’s My Mama
- 1974–1984: Happy Days
- 1975: Robi Robi Robin Hood (When Things Were Rotten)
- 1975–1979: Welcome Back, Kotter
- 1975–1982: Barney Miller
- 1976–1977: Holmes & Yoyo
- 1976–1979: What’s Happening!!
- 1976–1983: Laverne & Shirley
- 1977: Blansky’s Beauties
- 1977–1978: Fish
- 1977–1978: Tabitha
- 1977–1979: Carter Country
- 1977–1981: Soap – Trautes Heim (Soap)
- 1977–1984: Herzbube mit zwei Damen (Three’s Company)
- 1977–1986: Love Boat (The Love Boat)
- 1978–1982: Mork vom Ork (Mork and Mindy)
- 1978–1982: Taxi
- 1979: 13 Queens Boulevard
- 1979: Delta House
- 1979: Detective School
- 1979–1980: Angie
- 1979–1980: Zwei schräge Vögel (The Ropers)
- 1979–1986: Benson
- 1980: Hart auf Hart (Nobody’s Perfect)
- 1980–1981: Ach du lieber Vater (I’m a Big Girl Now)
- 1980–1982: Bosom Buddies
- 1980–1982: It’s a Living
- 1980–1983: Too Close for Comfort
- 1981–1982: Best of the West
- 1981–1982: Open All Night
- 1982: Die nackte Pistole (Police Squad!)
- 1982–1983: The New Odd Couple
- 1983: It’s Not Easy
- 1983: Reggie
- 1983–1987: Webster
- 1984–1985: Drei sind einer zuviel (Three’s a Crowd)
- 1984–1985: Off the Rack
- 1984–1992: Wer ist hier der Boss? (Who’s the Boss?)
- 1985–1986: Noch Fragen Arnold? (Diff’rent Strokes)
- 1985–1990: Mr. Belvedere
- 1985–1992: Unser lautes Heim (Growing Pains)
- 1986: Mr. Sunshine
- 1986–1987: Dads
- 1986–1987: The Ellen Burstyn Show
- 1986–1988: Sledge Hammer!
- 1986–1991: Ganz große Klasse (Head of the Class)
- 1986–1993: Ein Grieche erobert Chicago (Perfect Strangers)
- 1987: I Married Dora
- 1987–1988: The Charmings
- 1987–1988: Pursuit of Happiness
- 1987–1988: The Slap Maxwell Story
- 1987–1995: Full House
- 1988: Just in Time
- 1988: The Thorns
- 1988–1990: Chaos hoch zehn (Just the Ten of Us)
- 1988–1997: Roseanne
- 1989: Chicken Soup
- 1989: Living Dolls
- 1989–1990: Die reinste Hexerei (Free Spirit)
- 1989–1992: Alles außer Liebe (Anything but Love)
- 1989–1997: Mit Herz und Scherz (Coach)
- 1989–1998: Alle unter einem Dach (Family Matters)
- 1990–1991: Paarweise glücklich (Married People)
- 1990–1991: Zwischen Couch und Kamera (Going Places)
- 1991: Der Mann im Haus (The Man in the Family)
- 1991–1992: Babygeflüster (Baby Talk)
- 1991–1994: Die Dinos (Dinosaurs)
- 1991–1997: Eine starke Familie (Step by Step)
- 1991–1999: Hör mal, wer da hämmert (Home Improvement)
- 1992: On the Air – Voll auf Sendung (On the Air)
- 1992–1993: Camp Wilder – Ein verrückter Haufen (Camp Wilder)
- 1992–1993: Nicht ohne meine Mutter (Room for Two)
- 1992–1997: Echt super, Mr. Cooper (Hangin’ with Mr. Cooper)
- 1993: Getting By
- 1993: Harlem Hip Hop (Where I Live)
- 1993–1994: Das Tenniswunder (Phenom)
- 1993–1994: Thea
- 1993–1998: Grace (Grace Under Fire)
- 1993–2000: Das Leben und Ich (Boy Meets World)
- 1994: All American Girl
- 1994: Blue Skies
- 1994–1995: Sister, Sister
- 1994–1995: Thunder Alley
- 1994–1998: Ellen
- 1995: Bringing up Jack
- 1995: A Whole New Ballgame
- 1995–1996: Maybe This Time
- 1995–1996: The Naked Truth
- 1995–1996: Wer ist hier der Cop? (Hudson Street)
- 1995–2004: Drew Carey Show (The Drew Carey Show)
- 1996: Common Law
- 1996: Townies
- 1996–1997: Clueless – Die Chaos-Clique (Clueless)
- 1996–1997: Life’s Work
- 1996–2000: Sabrina – Total Verhext! (Sabrina, the Teenage Witch)
- 1996–2002: Chaos City (Spin City)
- 1997–1998: Bezaubernder Dschinni (You Wish)
- 1997–1998: Ein Pastor startet durch (Soul Man)
- 1997–1998: Teen Angel
- 1997–2002: Dharma & Greg
- 1998–1999: Brother’s Keeper
- 1998–1999: Ein Zwilling kommt selten allein (Two of a Kind)
- 1998–2000: Allein unter Nachbarn (The Hughleys)
- 1998–2000: Sports Night
- 1998–2001: Ein Trio zum Anbeißen (Two Guys and a Girl)
- 1999: Oh, Grow Up
- 1999–2000: Odd Man Out
- 1999–2001: Norm
- 2000–2001: Geena Davis (The Geena Davis Show)
- 2001: What About Joan?
- 2001–2002: Der Job (The Job)
- 2001–2005: What’s Up, Dad? (My Wife and Kids)
- 2001–2009: Immer wieder Jim (According to Jim)
- 2002–2004: Alles dreht sich um Bonnie (Life with Bonnie)
- 2002–2005: Meine wilden Töchter (8 Simple Rules)
- 2002–2006: Office Girl (Less than Perfect)
- 2002–2007: George-Lopez-Show (George Lopez)
- 2003: Regular Joe
- 2003–2004: Absolut relativ (It’s All Relative)
- 2003–2004: I’m with Her
- 2003–2004: Married to the Kellys
- 2003–2006: Hope and Faith (Hope & Faith)
- 2004–2005: Complete Savages
- 2004–2006: Rodney
- 2005: Hot Properties – Gut gebaut und noch zu haben (Hot Properties)
- 2005–2006: Freddie
- 2006: Emilys Liste (Emily’s Reasons Why Not)
- 2006: Help Me Help You
- 2006: Sons & Daughters
- 2006–2007: Big Day
- 2007: In Case of Emergency
- 2007: The Knights of Prosperity
- 2007–2008: Carpoolers
- 2007–2008: Ganz schön schwanger (Notes from the Underbelly)
- 2007–2009: Samantha Who?
- 2008–2010: Scrubs – Die Anfänger (Scrubs)
- 2009: Surviving Suburbia
- 2009–2010: Better Off Ted – Die Chaos AG (Better Off Ted)
- 2009–2012: Cougar Town
- 2009–2018: The Middle
- 2009–2020: Modern Family
- 2010–2011: Better with You
- 2011: Mr. Sunshine
- 2011–2013: Happy Endings
- 2011–2014: Suburgatory
- 2011–2017: Last Man Standing
- 2012–2013: Apartment 23 (Don’t Trust the B---- in Apartment 23)
- 2012–2013: Malibu Country
- 2012–2014: The Neighbors
- 2013: Back in the Game
- 2013: Family Tools
- 2013: How to Live with Your Parents (For the Rest of Your Life)
- 2013–2014: Super Fun Night
- 2013–2014: Trophy Wife
- 2014–2022: Black-ish
- 2014: Mixology
- 2014: Selfie
- 2014–2015: Cristela
- 2015–2016: Galavant
- 2015–2016: The Muppets
- 2015–2017: Dr. Ken
- 2015–2020: Fresh Off the Boat
- 2016–2017: The Real O’Neals
- 2016–2019: Speechless
- 2016–2021: American Housewife
- 2018–2019: Splitting Up Together
- 2019–2021: Mixed-ish

### Primetime-Zeichentrickserien
- 1960–1962: Bugs Bunny – Mein Name ist Hase (The Bugs Bunny Show)
- 1962–1963: Die Jetsons (The Jetsons)
- 1960–1966: Familie Feuerstein (The Flintstones)
- 1961–1962: Superkater (Top Cat)
- 1992: Mäuse an der Macht (Capitol Critters)
- 1994: The Critic
- 2000: Clerks: The Animated Series
- 2009: The Goode Family

### Miniserien
- 1976–1977: Reich und Arm (Rich Man, Poor Man)
- 1977: Roots
- 1979: Roots – Die nächsten Generationen (Roots: The Next Generations)
- 1983: Die Dornenvögel (The Thorn Birds)
- 1983: Der Feuersturm (The Winds of War)
- 1985, 1987, 1994: Fackeln im Sturm (North and South)
- 1987: Amerika
- 1988–1989: Feuersturm und Asche (War and Remembrance)
- 1993: Wild Palms
- 2001: Anne Frank (Anne Frank: The Whole Story)
- 2022: Women of the Movement

### Seifenopern
- 1964–1966: A Flame in the Wind
- 1964–1966: The Young Marrieds
- 1965–1966: Never Too Young
- 1966–1971: Dark Shadows
- 1968–2012: Liebe, Lüge, Leidenschaft (One Life To Live)
- 1970–2011: All My Children
- 1975–1984: The Edge of Night
- 1975–1989: Ryan’s Hope
- 1983–1995: Loving – Wege der Liebe (Loving)
- 1997–2003: Port Charles

### Talkshows
- 1994–1996: Mike and Maty
- 1996–1997: Caryl & Marilyn: Real Friends
- 1997–2002: Politically Incorrect
- 2012: The Revolution